# Ань Ци
Ань Ци (кит. 安琦; 21 июня 1981, Далянь, провинция Ляонин, КНР) — китайский футболист, вратарь. С 2001 по 2002 год выступал за сборную Китая.

## Карьера
Ань Ци начал карьеру в 1998 году в молодёжной команде «Далянь Итэн», в этом же году перешёл в клуб «Гуанчжоу Сунжи», за который провёл только 1 игру. В 2000 году вновь вернулся в Далянь, в клуб «Далянь Шидэ», где стал игроком основного состава. Будучи одним из самых перспективных молодых вратарей Китая, он был вызван в состав молодёжной сборной, затем тренер национальной сборной Б. Милутинович пригласил его в основную команду, в составе которой поехал на чемпионат мира 2002, однако не провёл ни одной игры.
В 2004 году Ци перешёл в клуб «Далянь Чанбо», за который провёл 23 игры. В 2006 году он присоединился к «Сямынь Ланьши», однако там провёл несколько неудачных матчей и потерял место в основном составе команды. В 2008 году Ци перешёл в клуб «Чанчунь Ятай», где он стал дублёром Цзун Лэя. После травмы был вынужден уехать на операцию в Бельгию, при этом выбыл из строя практически на год.
По окончании сезона 2010 года «Чанчунь Ятай» официально объявил о том, что Ань Ци завершил карьеру игрока.
В 1999 году выступал под номером 1, с 2000 по 2007 — под номером 23, с 2007 по 2010 — под номером 18.

## Личная жизнь
14 августа 2005 года Ань Ци был арестован в Нанькине по подозрению в изнасиловании женщины в состоянии алкогольного опьянения. Женщина обратилась в полицию и обвинила его в изнасиловании в отеле. После нескольких часов допроса, полиция выпустила игрока, а его вина так и не была доказана. История получила большой резонанс в китайских СМИ